# Cliona dioryssa
Cliona dioryssa är en svampdjursart som först beskrevs av de Laubenfels 1950.  Cliona dioryssa ingår i släktet Cliona och familjen borrsvampar. Inga underarter finns listade i Catalogue of Life.